# Roberto Ángeles Tafur
César Roberto Ángeles Tafur (Lima, 2 de junio de 1953) es un director, profesor de teatro y dramaturgo peruano.

## Biografía
Estudió en el Colegio de la Inmaculada de Lima. Ángeles estudió Letras en la Pontificia Universidad Católica del Perú y luego pasó en 1976 a la escuela de teatro.
En los años noventa, dirigió obras como Equus y en cuarteto estrenó Los payasos de la esperanza, Principia Scriptoriae, Perdidos e Historia del zoo.
En el año 2002, empezó a laborar como profesor en la Escuela de Derecho de la PUCP, y también en la Universidad del Pacífico.
Posteriormente dirigió las obras Antígona, Respira, Volpone, Más cerca, El mercader de Venecia, Actos indecentes, entre otras.
En 2012, presentó las obras Laberinto de monstruos y Cenando entre amigos.
En 2023, produjo y dirigió la obra Egon: los autorretratos de Egon Schiele, y fue repuesta en temporadas de 2024 y 2025.